# Martyn Fotheringham
Martyn Fotheringham (sinh ngày 23 tháng 3 năm 1983) là một cầu thủ bóng đá người Scotland, thi đấu ở vị trí tiền vệ cho Montrose. Anh khởi đầu sự nghiệp cùng với St Johnstone và cũng từng thi đấu cho Brechin, Montrose, Cowdenbeath và Forfar Athletic.

## Thống kê sự nghiệp
Tính đến trận đấu diễn ra ngày 28 tháng 10 năm 2017
| Câu lạc bộ          | Mùa giải            | Giải vô địch        | Giải vô địch | Giải vô địch | Cúp bóng đá Scotland | Cúp bóng đá Scotland | Cúp Liên đoàn | Cúp Liên đoàn | Khác    | Khác      | Tổng cộng | Tổng cộng |
| Câu lạc bộ          | Mùa giải            | Diviion             | Số trận      | Bàn thắng    | Số trận              | Bàn thắng            | Số trận       | Bàn thắng     | Số trận | Bàn thắng | Số trận   | Bàn thắng |
| ------------------- | ------------------- | ------------------- | ------------ | ------------ | -------------------- | -------------------- | ------------- | ------------- | ------- | --------- | --------- | --------- |
| St Johnstone        | 2000–01             | Premier League      | 2            | 0            | 0                    | 0                    | 0             | 0             | 0       | 0         | 2         | 0         |
| St Johnstone        | 2001–02             | Premier League      | 6            | 0            | 0                    | 0                    | 0             | 0             | 0       | 0         | 6         | 0         |
| St Johnstone        | 2002–03             | First Division      | 0            | 0            | 0                    | 0                    | 0             | 0             | 2       | 0         | 2         | 0         |
| St Johnstone        | 2003–04             | First Division      | 6            | 1            | 0                    | 0                    | 0             | 0             | 1       | 0         | 7         | 1         |
| St Johnstone        | 2004–05             | First Division      | 5            | 1            | 0                    | 0                    | 0             | 0             | 0       | 0         | 5         | 1         |
| St Johnstone        | Tổng cộng           | Tổng cộng           | 19           | 2            | 0                    | 0                    | 0             | 0             | 3       | 0         | 22        | 2         |
| Brechin City        | 2002–03             | Second Division     | 11           | 0            | 0                    | 0                    | 0             | 0             | 0       | 0         | 11        | 0         |
| Brechin City        | Tổng cộng           | Tổng cộng           | 11           | 0            | 0                    | 0                    | 0             | 0             | 0       | 0         | 11        | 0         |
| Montrose            | 2005–06             | Third Division      | 28           | 8            | 1                    | 0                    | 1             | 0             | 1       | 0         | 31        | 8         |
| Montrose            | Tổng cộng           | Tổng cộng           | 28           | 8            | 1                    | 0                    | 1             | 0             | 1       | 0         | 31        | 8         |
| Cowdenbeath         | 2006–07             | Second Division     | 25           | 1            | 3                    | 0                    | 2             | 0             | 2       | 2         | 32        | 3         |
| Cowdenbeath         | Tổng cộng           | Tổng cộng           | 25           | 1            | 3                    | 0                    | 2             | 0             | 2       | 2         | 32        | 3         |
| Forfar Athletic     | 2007–08             | Third Division      | 22           | 2            | 2                    | 0                    | 0             | 0             | 2       | 0         | 26        | 2         |
| Forfar Athletic     | 2008–09             | Third Division      | 32           | 4            | 1                    | 0                    | 1             | 1             | 1       | 0         | 35        | 5         |
| Forfar Athletic     | 2009–10             | Third Division      | 27           | 4            | 1                    | 0                    | 2             | 1             | 5       | 2         | 35        | 7         |
| Forfar Athletic     | 2010–11             | Second Division     | 27           | 7            | 0                    | 0                    | 1             | 0             | 2       | 0         | 30        | 7         |
| Forfar Athletic     | 2011–12             | Second Division     | 26           | 8            | 1                    | 0                    | 2             | 0             | 1       | 0         | 30        | 8         |
| Forfar Athletic     | 2012–13             | Second Division     | 26           | 4            | 2                    | 0                    | 1             | 0             | 2       | 0         | 31        | 4         |
| Forfar Athletic     | 2013–14             | Giải vô địch One    | 20           | 4            | 3                    | 1                    | 1             | 0             | 1       | 0         | 25        | 5         |
| Forfar Athletic     | 2014–15             | Giải vô địch One    | 24           | 6            | 0                    | 0                    | 0             | 0             | 4       | 0         | 28        | 6         |
| Forfar Athletic     | 2015–16             | Giải vô địch One    | 25           | 0            | 3                    | 0                    | 2             | 0             | 1       | 0         | 31        | 0         |
| Forfar Athletic     | 2016–17             | League Two          | 15           | 1            | 1                    | 0                    | 2             | 0             | 5       | 2         | 23        | 3         |
| Forfar Athletic     | Tổng cộng           | Tổng cộng           | 244          | 40           | 14                   | 1                    | 12            | 2             | 24      | 4         | 294       | 47        |
| Montrose            | 2017–18             | League Two          | 7            | 0            | 0                    | 0                    | 3             | 0             | 0       | 0         | 10        | 0         |
| Tổng cộng sự nghiệp | Tổng cộng sự nghiệp | Tổng cộng sự nghiệp | 334          | 51           | 18                   | 1                    | 18            | 2             | 30      | 6         | 400       | 60        |

1. 1 2 3 4 5 6 7 8 9 10  Số lần ra sân tại Scottish Challenge Cup
2. ↑  Two appearances and a goal tại Scottish Challenge Cup; three appearances and a goal tại Second Division play-offs
3. ↑  Số lần ra sân tại First Division play-offs
4. ↑  Số lần ra sân tại Championship play-offs
5. ↑  One appearance tại Scottish Challenge Cup; four appearances and two goals tại Giải vô địch One play-offs